# 伊格爾塞巴赫河
49°7′20.56″N 11°0′19.43″E / 49.1223778°N 11.0053972°E
伊格爾塞巴赫河（德語：Iglseebach），是德國的河流，位於該國東南部，由巴伐利亞負責管轄，屬於施瓦本雷扎特河的右支流，河道全長4.3公里，河口處在普萊恩費爾德。